# Croce Rossa monegasca
La Croce Rossa monegasca (in francese Croix-Rouge monégasque)  è la società nazionale del Movimento internazionale di Croce Rossa e Mezzaluna Rossa operante nel territorio del Principato di Monaco, ha sede in Boulevard de Suisse 27, è stata fondata il 23 marzo 1948 dal principe Luigi II di Monaco (1922-1949). L'attuale presidente è il principe Alberto II di Monaco, mentre il segretario generale è Philippe Narmino.

## Denominazione ufficiale
- Croix-Rouge monégasque (CRM),  denominazione francese, riportata sulle divise, sui mezzi e sul materiale divulgativo;
- Monegasque Red Cross (MRC), in inglese, utilizzata internazionalmente e presso la Federazione.

## Presidenti
- Dal 1948 al 1949: S.A.S il principe Luigi II di Monaco
- Dal 1949 al 1958: S.A.S. Il principe Ranieri III di Monaco (presidente onorario fino al 2005)
- Dal 1958 al 1982: S.A.S la principessa Grace di Monaco
- Dal 1982: S.A.S il principe Alberto II di Monaco

## Cifre
- Effettivi: 48 dipendenti e 457 volontari (2008)
- Budget annuale medio: 4.000.000 di euro
- Paesi aiutati: da 20 a 40 paesi coinvolti in guerre, carestie o catastrofi naturali.

Le principali risorse finanziarie della Croce Rossa monegasca sono:
- il  grand gala annuale della Croce Rossa monegasca.
- l'aiuto finanziario del governo del Principato.
- le donazioni.

## Il grand gala della Croce Rossa
Il grand gala annuale della Croce Rossa monegasca è uno degli eventi più prestigiosi del mondo (cena al costo di 1000 € per persona escluse bevande), che si svolge nella salle des Etoiles dello Sporting Monte-Carlo, sotto l'auspicio di Alberto II di Monaco.

## Attività
La Croce Rossa monegasca è uno dei membri del Rome Consensus per la lotta alla tossicodipendenza.